# Sowiecka Formuła Easter Sezon 1982
1982 – szósty sezon Sowieckiej Formuły Easter. Składał się z trzech eliminacji. Mistrzem został Aleksandr Miedwiedczenko (Estonia 20/MADI 053).

## Kalendarz wyścigów
| Runda | Data        | Tor     | Pole position | Najszybsze okrążenie | Zwycięzca (kierowcy)     | Zwycięzca (zespoły) |
| ----- | ----------- | ------- | ------------- | -------------------- | ------------------------ | ------------------- |
| 1     | 24 kwietnia | Rustawi | ?             | ?                    | Aleksandr Miedwiedczenko | DOSAAF Kijów        |
| 2     | 13 czerwca  | Kijów   | ?             | ?                    | Aleksandr Miedwiedczenko | DOSAAF Kijów        |
| 3     | 20 czerwca  | Ryga    | ?             | ?                    | Edgard Lindgren          | DOSAAF Moskwa       |

## Klasyfikacja kierowców
| Legenda oznaczeń w tabelach wyników Wyświetl szablon na nowej stronie | Legenda oznaczeń w tabelach wyników Wyświetl szablon na nowej stronie                                                                     |
| Oznaczenie                                                            | Wyjaśnienie |
| --------------------------------------------------------------------- | --- |
| Złoty                                                                 | Zwycięzca lub mistrzostwo |
| Srebrny                                                               | 2. miejsce lub wicemistrzostwo |
| Brązowy                                                               | 3. miejsce lub II wicemistrzostwo |
| Zielony                                                               | Ukończył, punktował (w klasyfikacji generalnej, gdy zdobył co najmniej jeden punkt na przestrzeni sezonu, poza trzema powyższymi opcjami) |
| Niebieski                                                             | Ukończył, nie punktował (w klasyfikacji generalnej, gdy nie zdobył co najmniej jednego punktu na przestrzeni sezonu)                      |
| Czerwony                                                              | Nie zakwalifikował się (NZ) |
| Czerwony                                                              | Nie prekwalifikował się (NPK) |
| Różowy                                                                | Nie ukończył (NU) |
| Różowy                                                                | Niesklasyfikowany (NS) (w klasyfikacji generalnej, gdy nie został sklasyfikowany w żadnym wyścigu sezonu)                                 |
| Czarny                                                                | Zdyskwalifikowany (DK) |
| Czarny                                                                | Wykluczony (WYK/EX) |
| Biały                                                                 | Nie wystartował (NW) |
| Biały                                                                 | Kontuzjowany (K/INJ) |
| Biały                                                                 | Wyścig odwołany (OD/C) |
| Bez koloru                                                            | Został wycofany (WYC/WD) |
| Bez koloru                                                            | Nie przybył (NP/DNA) |
| Bez koloru                                                            | Nie brał udziału w treningach (NT/DNP) |
| Bez koloru                                                            | Nie został zgłoszony (–) |
| Pogrubienie                                                           | Start z pole position |
| Kursywa                                                               | Najszybsze okrążenie wyścigu |
| †                                                                     | Nie ukończył, ale jego rezultat został zaliczony ze względu na przejechanie więcej niż 90% dystansu wyścigu.                              |
| *                                                                     | Sezon w trakcie |
| 1/2/3                                                                 | Punktowana pozycja w sprincie kwalifikacyjnym                                                                                             |
| Lista systemów punktacji Formuły 1                                    | |

| Poz. | Kierowca                 | Zespół             | RST | CZJ | RGA | Punkty |
| ---- | ------------------------ | ------------------ | --- | --- | --- | ------ |
| 1    | Aleksandr Miedwiedczenko | DOSAAF Kijów       | 1   | 1   | NU  | 200    |
| 2    | Edgard Lindgren          | DOSAAF Moskwa      | 2   | 3   | 1   | 191    |
| 3    | Raul Sarap               | Kalev Tallinn      | 3   | 2   | 9   | 173    |
| 4    | Raimonds Gudriķis        | DOSAAF Kandawa     | 4   | 4   | 3   | 157    |
| 5    | Ivars Krūmiņš            | DOSAAF Ryga        | 6   | 7   | 5   | 134    |
| 6    | Władisław Barkowski      | Spartak Moskwa     | NU  | 9   | 4   | 127    |
| 7    | Boris Eylandt            | DOSAAF Tallinn     | -   | 15  | 2   | 123    |
| 8    | Pawieł Kriwiec           | Spartak Donieck    | 10  | 5   | 18  | 122    |
| 9    | Anatolij Szimakowskij    | DOSAAF Mińsk       | 8   | 8   | 7   | 117    |
| 10   | Aleksandr Katieniew      | Spartak Moskwa     | -   | 10  | 6   | 111    |
| 11   | Aleksandr Ceruaszwili    | DOSAAF Tbilisi     | 5   | 18  | -   | 97     |
| 12   | Wiktor Kozankow          | Spartak Moskwa     | 14  | 11  | 14  | 85     |
| 13   | Aivars Ivans             | DOSAAF Lipawa      | 23  | 16  | 8   | 82     |
| 14   | Walerij Sułtanow         | DOSAAF Machaczkała | 13  | 13  | 15  | 81     |
| 15   | Toivo Asmer              | Jõud Tallinn       | 7   | 21  | -   | 80     |
| 16   | Witalij Komarow          | Spartak Krasnodar  | 12  | 17  | 12  | 78     |
| 17   | Aleksandr Ponomariew     | DOSAAF Togliatti   | 15  | 23  | 10  | 77     |
| 18   | Jurij Bambandierow       | DOSAAF Kijów       | -   | 14  | 11  | 75     |
| 19   | Władimir Andriejew       | DOSAAF Stawropol   | NU  | 6   | NU  | 74     |
| 20   | Władimir Iwanow          | DOSAAF Togliatti   | 16  | 19  | 13  | 62     |
| 21   | Asłan Chaszajew          | DOSAAF Machaczkała | 9   | -   | -   | 55     |
| 22   | Wiktor Gasenko           | DOSAAF Kijów       | NU  | 12  | -   | 53     |
| 23   | Aleksiej Warawin         | DOSAAF Kijów       | 11  | NU  | -   | 48     |
| 24   | Teimuraz Magaradze       | DOSAAF Tbilisi     | 18  | 24  | 17  | 43     |
| 25   | Arvo Tann                | DOSAAF Tallinn     | 20  | 20  | 16  | 42     |
| 26   | Grigorij Chrapunowicz    | DOSAAF Leningrad   | 19  | NU  | 19  | 34     |
| 27   | Rimantas Paragis         | DOSAAF Wilno       | 17  | -   | -   | 29     |
| 28   | Władimir Zyza            | DOSAAF Aszchabad   | 21  | NU  | -   | 19     |
| 29   | Władimir Woronin         | DOSAAF Taszkent    | 22  | NU  | -   | 17     |
| 30   | Nikołaj Andriejew        | DOSAAF Moskwa      | -   | 22  | NU  | 16     |
| 31   | Romualdas Nemciavičius   | DOSAAF Kowno       | 24  | -   | -   | 12     |
| 32   | Andriej Krietow          | Spartak Moskwa     | NU  | NU  | -   | 8      |
| 33   | Jüri Oruste              | DOSAAF Tallinn     | NU  | -   | -   | 5      |
| 34   | Mait Luha                | DOSAAF Tallinn     | -   | NU  | -   | 1      |